# Not Like Us
Not Like Us is een nummer van de Amerikaanse rapper Kendrick Lamar uit 2024.

## Achtergrondinformatie
"Not Like Us" is een disstrack van Lamar richting Drake. Lamar en Drake haalden eerder ook al in verschillende disstracks uit naar elkaar. In dit nummer stelt Lamar de seksuele interesse in adolescenten en het seksueel grensoverschrijdend gedrag van Drake aan de kaak. Lamar maakt Drake in de tekst uit voor pedofiel, waardoor Drake het platenlabel Universal Music Group, dat muziek van beide rappers uitbrengt, aanklaagde wegens smaad.
Het nummer leverde Lamar een enorme wereldhit op en werd een van de meest succesvolle disstracks ooit. De plaat was goed voor vele nummer 1-posities, waaronder in de Amerikaanse Billboard Hot 100. Ook was het het meest afgespeelde nummer op Spotify in 2024, en was het dat jaar de meest gestreamde plaat op Apple Music. Ondanks deze successen haalde het nummer in Nederland slechts de 16e positie in de Tipparade. In de Vlaamse Ultratop 50 was de plaat succesvoller met een bescheiden 20e positie.
Kamala Harris gebruikte het nummer tijdens haar campagne voor de Amerikaanse presidentsverkiezingen van 2024. Ook werd het nummer gebruikt bij een demonstratie tegen Donald Trump in Chicago, om Trump en leden van de Republikeinse Partij mee aan te duiden.
In 2025 was er commotie of Lamar het nummer wel of niet ging spelen tijdens zijn optreden bij de Super Bowl. Uiteindelijk deed hij het wel, maar liet hij te controversiële woorden als "pedofiel" weg uit de tekst. Door de hernieuwde belangstelling kwam het nummer in meerdere landen opnieuw in de hitlijsten terecht en werd in een aantal van die landen het succes uit 2024 overtroffen.

## Tracklijst
Muziekdownload
1. "Not Like Us" - 4:34